# 2006年冬季残疾人奥林匹克运动会哈萨克斯坦代表团
2006年冬季残疾人奥林匹克运动会哈萨克斯坦代表团是哈萨克斯坦派出的2006年冬季残疾人奥林匹克运动会代表团。未获得奖牌。